# Губернатор Ярославской области
Губернатор Ярославской области — высшее должностное лицо Ярославской области, руководит правительством Ярославской области. При этом возглавляет правительство председатель правительства Ярославской области. В Ярославской области должности губернатора и главы правительства были разделены в 2012 году.
Должность появилась 3 декабря 1991 года.
Действующий губернатор — Михаил Евраев, избранный в 2022 году.

## Полномочия
Полномочия губернатора Ярославской области регламентированы статьёй 40 Устава (Основного Закона) Ярославской области:
- представляет Ярославскую область в отношениях с федеральными органами государственной власти, органами государственной власти иных субъектов Российской Федерации, органами местного самоуправления и при осуществлении внешнеэкономических связей, при этом вправе подписывать договоры и соглашения от имени Ярославской области;

- определяет основные направления государственной политики Ярославской области;
- обнародует законы, удостоверяя их обнародование путем подписания, либо отклоняет законы, принятые Ярославской областной Думой;
- представляет в Ярославскую областную Думу ежегодные отчеты о результатах деятельности Правительства Ярославской области, в том числе по вопросам, поставленным Ярославской областной Думой;
- вправе требовать созыва внеочередного заседания Ярославской областной Думы, а также созывать вновь избранную Ярославскую областную Думу на первое заседание ранее срока, установленного настоящим Уставом;
- вправе участвовать в работе Ярославской областной Думы с правом совещательного голоса;
- направляет в Ярославскую областную Думу официальное мнение по кандидатуре, предложенной для назначения на должность прокурора Ярославской области;
- направляет в Ярославскую областную Думу представление о кандидатуре Председателя Правительства Ярославской области;
- назначает на должность и освобождает от должности Председателя Правительства Ярославской области, заместителей Губернатора Ярославской области, заместителей Председателя Правительства Ярославской области, руководителей органов исполнительной власти Ярославской области;
- формирует Правительство Ярославской области, принимает решение об отставке Правительства Ярославской области;
- образует аппарат Правительства Ярославской области;
- определяет структуру органов исполнительной власти Ярославской области;
- дает обязательные для исполнения поручения в адрес Правительства Ярославской области и его аппарата, иных органов исполнительной власти Ярославской области;
- вправе отменять постановления Правительства Ярославской области и правовые акты иных органов исполнительной власти Ярославской области;
- обеспечивает координацию деятельности органов исполнительной власти Ярославской области с иными органами государственной власти Ярославской области и в соответствии с законодательством Российской Федерации может организовывать взаимодействие органов исполнительной власти Ярославской области с федеральными органами исполнительной власти и их территориальными органами, органами местного самоуправления и общественными объединениями;
- награждает наградами Ярославской области;
- осуществляет иные полномочия в соответствии с федеральными законами, настоящим Уставом и законами Ярославской области.

## Список губернаторов Ярославской области
| № | Губернатор       | Губернатор | Партийность                                                | В должности                      |
| - | ---------------- | ---------- | ---------------------------------------------------------- | -------------------------------- |
| 1 | Анатолий Лисицын |            | «Наш дом — Россия» (1995—2000) «Единая Россия» (2003—2020) | 3 декабря 1991 - 18 декабря 2007 |
| 2 | Сергей Вахруков  |            | «Единая Россия»                                            | 18 декабря 2007 - 28 апреля 2012 |
| 3 | Сергей Ястребов  |            | беспартийный                                               | 28 апреля 2012 - 28 июля 2016    |
| 4 | Дмитрий Миронов  |            | беспартийный                                               | 28 июля 2016 - 12 октября 2021   |
| 5 | Михаил Евраев    |            | беспартийный                                               | 12 октября 2021 — н. в.          |